# ميخائيل تورنبول (سياسي)
ميخائيل تورنبول هو قسيس وسياسي بريطاني، ولد في 27 ديسمبر 1935 في Wombwell ‏ في المملكة المتحدة.

## مناصب
- انتخب عضو مجلس اللوردات  [لغات أخرى]‏.
- انتخب Bishop of Durham [الإنجليزية]‏.
- انتخب Bishop of Rochester [الإنجليزية]‏.
- انتخب Archdeacon of Rochester [الإنجليزية]‏.